# Quint Fabi Ambust (dictador)
Quint Fabi Ambust (en llatí: Quintus Fabius (Q. F. Q. N.) Ambustus) va ser un militar romà.
Era mestre de cavalleria l'any 344 aC i dictador de Roma el 321 aC comitiorum habendorum causa, però va renunciar al càrrec al detectar-se una irregularitat en l'elecció.